# Sacha Lees
Sacha Lees (1977) é uma artista da Nova Zelândia, que trabalha principalmente em pintura a óleo nos gêneros de retratos e arte fantástica. Em 2020, ela recebeu o Adam Portraiture Award, o principal prêmio de retrato da Nova Zelândia. Lees também trabalha como artista comercial freelancer.

## Treinamento e carreira
Lees nasceu em Greymouth e cresceu em Kumara, na costa oeste da Ilha Sul da Nova Zelândia. Seu treinamento inicial em arte, desenho de figuras e comunicação visual ocorreu em Christchurch no Hagley Community College e na Christchurch Polytechnic. Entre 1997 e 2004, ela trabalhou na Weta Workshop em Wellington como designer de criaturas, fabricante de modelos, escultora e artista na Trilogia do filme Lord of the Rings, de Sir Peter Robert Jackson, e projetou algumas das mercadorias comerciais para as produções. Suas mãos (em maquiagem) também 'agiram' a parte das mãos de Gollum em uma cena na comunhão do anel onde Gollum é torturado.
Lees passou um ano em Florença, na Itália, estudando as técnicas dos mestres dos séculos XVIII e XIX. Em seu retorno à Nova Zelândia, Lees aplicou as habilidades adquiridas na Itália ao desenvolvimento de sua arte por meio de uma série de retratos principalmente privados e comissões de arte fantástica

### Adam Portraiture Award
Lees foi finalista do Adam Portraiture Award três vezes. Em 2012, ela entrou com um retrato do famoso chef neozelandês Peter Gordon. Em 2020, ela ganhou o prêmio com seu autorretrato intitulado Sometimes an outline coloured in. Os juízes descreveram Lees como "implacável em seu autoexame".. Em 2022, ela foi Altamente Recomendada e ganhou o prêmio Escolha do Público com See me, um retrato de sua filha.

### Arte Comercial
Lees foi contratada várias vezes pelo New Zealand Post para projetar edições comemorativas especiais de selos e moedas. Ela projetou duas edições separadas de selos apresentando O Senhor dos Anéis, a primeira em 2002-03 e a segunda em 2021, marcando o 20º aniversário do lançamento de A Sociedade do Anel . Junto com os selos de 2021, Lees também projetou conjuntos de moedas de prata comemorativas de O Senhor dos Anéis.No ano seguinte, Lees foi novamente contratada pelo New Zealand Post para projetar cinco moedas comemorativas de ouro e prata para o Jubileu de Platina de Isabel II do Reino Unido. Design da New Zealand Annual Coin - Native Bee - Ngaro Huruhuru.

### Exibições

#### Individuais
- 2015 Assimilate, Exhibitions Gallery, Wellington
- 2017 Vagrant Mind, Exhibitions Gallery, Wellington
- 2020 Embracing Shadows, Artbay Gallery, Queenstown

#### Coletivas
- 2011 White Cloud Worlds, Dowse Art Museum, Lower Hutt, Wellington
- 2012 White Cloud Worlds, Lopdell House, Auckland; Museum of Art and History, Rotorua; Waikato Museum of Art and History, Hamilton; Rona Gallery, Wellington
- 2012 Villains and Assassins, Strychnin Gallery, Berlin
- 2013 Adam Portrait Exhibition Tour: New Zealand Portrait Gallery, Wellington; Lopdell House, Auckland; Percy Thomson Gallery, Stratford; Millenium Gallery, Blenheim; The Sute, Nelson; Eastern Southland Gallery, Gore
- 2015 The Creatives, Puke Ariki Museum, New Plymouth
- 2015 White Cloud Worlds, Academy of Fine Arts, Wellington
- 2020 Adam Portrait Award, New Zealand Portrait Gallery,Wellington
- 2022 Perspective, Exhibitions Gallery, Wellington
- 2022-2023 Adam Portrait Exhibition Tour: Millenium Gallery, Blenheim; Percy Thomson Gallery, Stratford; Wallace Arts Centre, Auckland

### Publicações
As obras de Sacha Lees foram publicadas nos seguintes livros:
- 2002 The Lord of the Rings – The Art of 'The Fellowship of the Ring'[12]
- 2003 The Lord of the Rings – The Art of 'The Two Towers'[13]
- 2004 The Art of ‘The Lord of the Rings'[14]
- 2011 White Cloud Worlds, volume 1[15]
- 2012 White Cloud Worlds, volume 2[16]
- 2015 White Cloud Worlds, volume 3[17]
- 2015 Women of Wonder - The Best of Women in Contemporary Fantastic Art[18]